# Albert Köhler (Politiker)
Albert Köhler (* 2. November 1886 in Bad Lauterberg; † 21. Juli 1955 in Werfenweng, Österreich) war ein niedersächsischer Politiker (SPD), Mitglied des Niedersächsischen Landtages, Mitglied des Ernannten Niedersächsischen Landtages und Mitglied des Ernannten Hannoverschen Landtages.
Köhler besuchte die Volksschule und begann im Anschluss eine Lehre als Holzbildhauer. Im Jahr 1911 gelangte er nach Celle. Zwischen 1915 und 1918 war er im Heeresdienst im Ersten Weltkrieg. Im November 1919 nahm er seine Tätigkeit auf dem Wietzer Ölschacht als Tischler auf. Im April 1924 wechselte er als Angestellter zur Celler Volkszeitung, deren Geschäftsführer er bis zum Jahr 1933 war.
Im Jahr 1929 wurde er zum Ratsherr der Stadt Celle gewählt. Zwischen September 1933 und September 1937 war er als Notstands- und Bauarbeiter beschäftigt. Zwischen 1933 und 1945 stand er unter Überwachung der Gestapo und wurde zweimal im KZ inhaftiert. Ab Januar 1939 bis 1945 war er als Transportarbeiter bei der Firma Wintershall (Erdölwerke) beschäftigt. Zuletzt war er dort als technischer Angestellter tätig. Im April 1945 begann er eine Anstellung bei der Stadtverwaltung und wurde 1946 zum Oberbürgermeister der Stadt Celle gewählt. Er war Vorsitzender des SPD-Unterbezirks in Celle. 

## Öffentliche Ämter
Köhler war 1929 bis 1933 Mitglied des Hannoverschen Provinziallandtages. Ferner wurde er Mitglied des ernannten Hannoverschen Landtages zwischen dem 23. August 1946 bis zum 29. Oktober 1946. Er war zwischen dem 9. Dezember 1946 und dem 28. März 1947 Mitglied des ernannten Niedersächsischen Landtages. In den Niedersächsischen Landtages wurde er in der ersten Wahlperiode vom 20. April 1947 bis zum 30. April 1951 gewählt.

## Ehrung
In Celle ist eine Straße nach Albert Köhler benannt.